# Katie Rushworth
Katie Louise Edwardsová (rozená Rushworthová; * 9. května 1983 Leeds) je zahradní designérka, zahradnice a televizní moderátorka z Bradfordu v hrabství West Yorkshire v Anglii. V roce 2012 se úspěšně ucházela o moderátorskou roli v televizním seriálu televize ITV Love Your Garden (Milujte svou zahradu) jako spolumoderátorka Alana Titchmarshe, Davida Domoneyho a Frances Tophillové. Jako zahradní designérka byla také pověřena navrhováním zahrad pro mnoho zařízení a center v severní Anglii, například pro nemocnici Airedale Hospital.

## Životopis
Rushworthová se narodila v Leedsu a středoškolské vzdělání získala na střední škole Agnes Stewartové v Burmantofts, poté začala pracovat na částečný úvazek v módním průmyslu a následně na plný úvazek pro Harvey Nichols v Leedsu. Po narození dcery se rozhodla pro změnu kariéry, protože její práce byla spojena s cestováním a nepřispívala k výchově dítěte. Přítel požádal Rushworthovou, aby mu pomohla se zahradničením, a Rushworthová zjistila, že ji to opravdu baví; natolik, že se zapsala na zahradnický kurz na Shipley College (stejná vysoká škola, kterou navštěvoval její budoucí spolumoderátor Alan Titchmarsh). Během studia na Shipley College se rozhodla věnovat zahradnímu designu, což znamenalo přestoupit na vysokoškolské studium na Craven College (zajišťované Bradfordskou univerzitou). Právě během studia na Craven College se jí kamarádka zmínila o e-mailu s žádostí o účast v konkurzu na pořad Love Your Garden. Byla mezi 90 uchazeči o roli a producenti se po pohovorech rozhodli pro Rushworthovou.
V roce 2013 byla Rushworthová požádána, aby rozsvítila světla na vánočním festivalu v Bingley (v té době ve městě bydlela) a v roce 2016 vydala knihu s názvem Plants, Beds and Borders; Create and Maintain your Perfect Garden (Rostliny, záhony a obruby; Vytvořte a udržujte svou dokonalou zahradu). V roce 2017 se Rushworthová spojila se zahradním centrem v Tongu, aby vytvořila "lidovou zahradu", a stala se designérkou zahrady před dětským oddělením nemocnice Airedale ve Steetonu v hrabství West Yorkshire.

## Osobní život
V roce 2008 se Rushworthové v nemocnici Airedale Hospital narodila dcera. Rushworthová se narodila a vyrůstala v Leedsu, ale v době, kdy studovala zahradnictví, žila v Bingley ve West Yorkshire. Nyní žije v Baildonu a kromě vlastní dcery Polly má s manželem nevlastní dceru Schyler.